# Linguagem

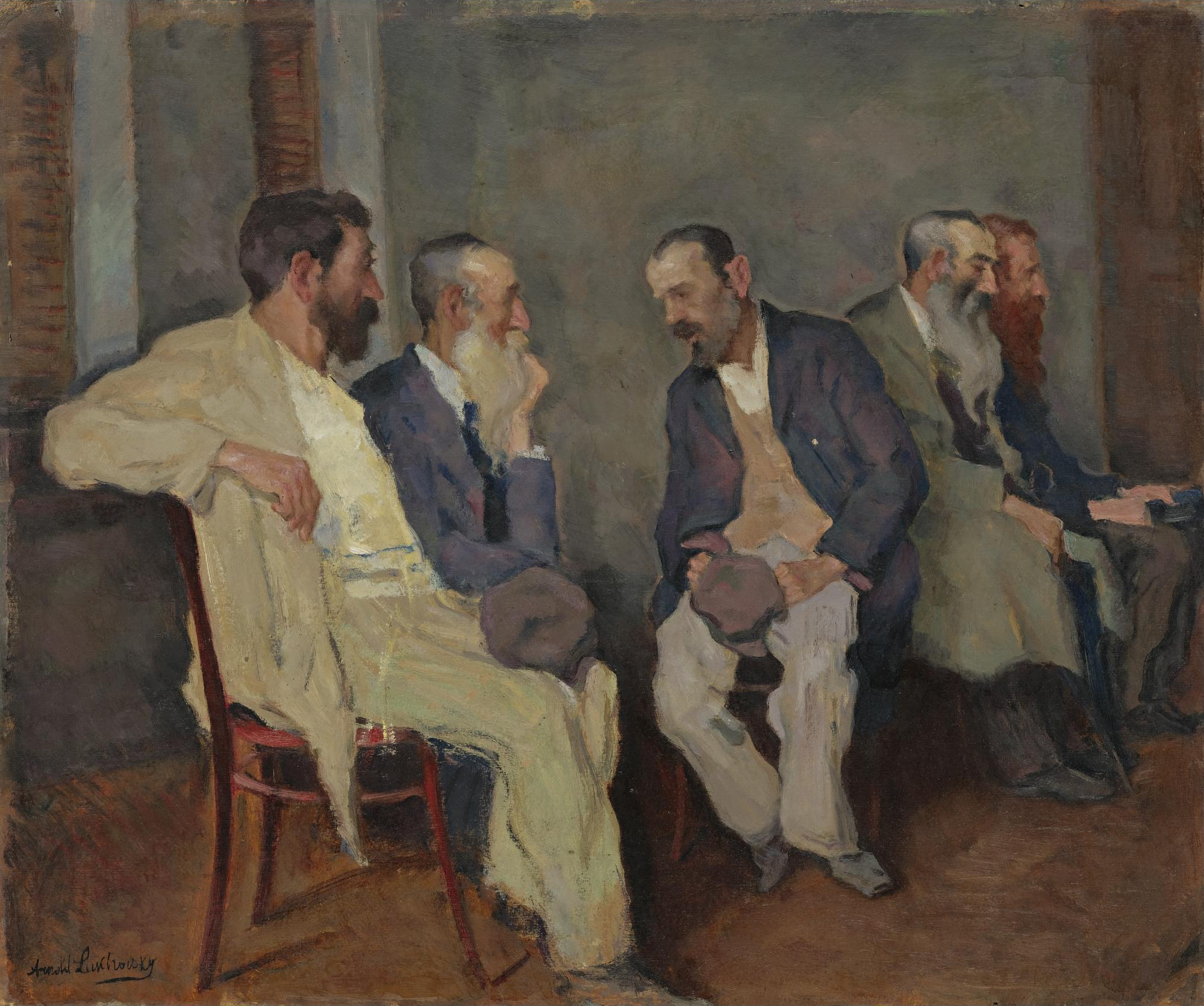
Arnold Lakhovsky, A conversação (1935).

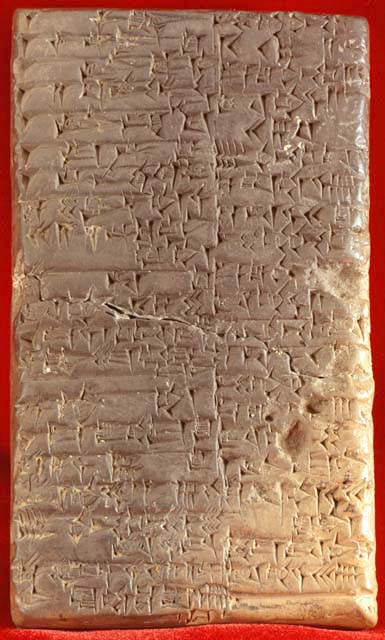
A escrita cuneiforme é o primeiro documento escrito que se tem registro. No entanto, acredita-se que a língua falada preceda a escrita em pelo menos dezenas de milhares de anos.

A linguagem derivada do francês antigo langage é um sistema estruturado de comunicação que consiste em gramática e vocabulário. É o principal meio pelo qual os seres humanos transmitem significado, tanto na forma falada quanto na escrita, e também pode ser transmitido por meio de línguas de sinais. A grande maioria das línguas humanas desenvolveu sistemas de escrita que permitem o registro e a preservação dos sons ou sinais da linguagem. A linguagem humana é caracterizada por sua diversidade cultural e histórica, com variações significativas observadas entre as culturas e ao longo do tempo. As línguas humanas possuem as propriedades de produtividade e deslocamento, que permitem a criação de um número infinito de frases, e a capacidade de se referir a objetos, eventos e ideias que não estão imediatamente presentes no discurso. O uso da linguagem humana depende da convenção social e é adquirido por meio do aprendizado.
As estimativas do número de línguas humanas no mundo variam entre 5,000 e 7,000. Estimativas precisas dependem de uma distinção arbitrária (dicotomia) estabelecida entre línguas e dialetos. As línguas naturais são faladas, sinalizadas ou ambas; no entanto, qualquer linguagem pode ser codificada em mídia secundária usando estímulos auditivos, visuais ou táteis – por exemplo, escrever, assobiar, assinar ou braile. Em outras palavras, a linguagem humana é independente da modalidade, mas a linguagem escrita ou sinalizada é a maneira de inscrever ou codificar a fala ou os gestos humanos naturais.
A linguagem humana enquanto sistema de comunicação é fundamentalmente diferente e muito mais complexa do que as formas de comunicação das outras espécies, já que se baseia em um diversificado sistema de regras relativas a símbolos para os seus significados, resultando em um número indefinido de possíveis expressões inovadoras a partir de um finito número de elementos. De acordo com os especialistas, a linguagem pode ter se originado quando os primeiros hominídeos começaram a cooperar, adaptando sistemas anteriores de comunicação baseados em sinais expressivos a fim de incluir a teoria da mente, compartilhando assim intencionalidade. Nessa linha, este desenvolvimento pode ter coincidido com o aumento do volume do cérebro, e muitos linguistas veem as estruturas da linguagem como tendo evoluído a fim de servir a funções comunicativas específicas. A linguagem é processada em vários locais diferentes do cérebro humano, mas especialmente na área de Broca e na Área de Wernicke. Os seres humanos adquirem a linguagem através da interação social na primeira infância. As crianças geralmente já falam fluentemente quando estão em torno dos três anos de idade.
O uso da linguagem tornou-se profundamente enraizado na cultura humana, além de ser empregada para comunicar e compartilhar informações. A linguagem também possui vários usos sociais e culturais, como a expressão da identidade, a estratificação social, a manutenção da unidade em uma comunidade e o entretenimento. A palavra "linguagem" também pode ser usada para descrever o conjunto de regras que torna isso possível, ou o conjunto de enunciados que podem produzir essas regras.
Todas as línguas contam com o processo de semiose que relaciona um sinal com um determinado significado. Línguas faladas e línguas de sinais contêm um sistema fonológico que rege a forma como os sons ou os símbolos visuais são articulados a fim de formar as sequências conhecidas como palavras ou morfemas; além de um sistema sintático para reger a forma como as palavras e os morfemas são utilizados a fim de formar frases e enunciados. Línguas escritas usam símbolos visuais para representar os sons das línguas faladas, mas elas ainda necessitam de regras sintáticas que governam a produção de sentido a partir da sequências das palavras. As línguas evoluem e se diversificam ao longo do tempo. Por isso, sendo a língua uma realidade essencialmente variável, não há formas de falar intrinsecamente erradas. A noção de certo e errado tem origem na sociedade, não na estrutura da língua.
A história de sua evolução pode ser reconstruído a partir de comparações com as línguas modernas, determinando assim quais características as línguas ancestrais devem ter tido para as etapas posteriores terem ocorrido. Um grupo de idiomas que descendem de um ancestral comum é conhecido como família linguística. As línguas que são mais faladas no mundo atualmente pertencem à família indo-européia, que inclui línguas como o Inglês, o espanhol, o português, o russo e o hindi; as línguas sino-tibetanas, que incluem o chinês, mandarim, cantonês e muitos outros; as línguas semíticas, que incluem o árabe, o amárico e o hebraico; e as línguas bantu, que incluem o suaíli, o Zulu, o Shona e centenas de outras línguas faladas em toda a África.

## Definições
A palavra linguagem tem pelo menos dois significados fundamentais: a linguagem como um conceito geral; e a linguagem como um sistema linguístico específico (língua portuguesa, por exemplo). Em português, utiliza-se a palavra linguagem como um conceito geral e a palavra língua como um caso específico de linguagem. Em francês, o idioma utilizado pelo linguista Ferdinand de Saussure (o primeiro que explicitamente fez essa distinção), existe a mesma distinção entre as palavras langage e langue.
Quando se fala da linguagem como um conceito geral, várias definições diferentes podem ser utilizadas para salientar diferentes aspectos do fenômeno. Estas definições implicam também diferentes abordagens e entendimentos da linguagem, distinguindo as diversas escolas da teoria linguística.
Uma linguagem é um sistema estruturado de comunicação. A estrutura de uma língua é sua gramática e os componentes livres são seu vocabulário. As línguas são o principal meio de comunicação do ser humano, podendo ser transmitidas por meio da fala (língua falada), de sinais ou da escrita . Muitas línguas, incluindo as mais faladas, possuem sistemas de escrita que permitem a gravação de sons ou sinais para posterior reativação. A linguagem humana é única entre os sistemas conhecidos de comunicação animalna medida em que não depende de um único modo de transmissão (visão, som, etc.), é altamente variável entre culturas e ao longo do tempo e oferece uma gama de expressão muito mais ampla do que outros sistemas. As linguagens humanas têm as propriedades de produtividade e deslocamento e dependem da convenção social e do aprendizado.
As estimativas do número de línguas humanas no mundo variam entre 5.000 e 7.000. Estimativas precisas dependem do estabelecimento de uma distinção arbitrária (dicotomia) entre línguas e dialetos.  As línguas naturais são faladas, sinalizadas ou ambas; no entanto, qualquer idioma pode ser codificado em mídia secundária usando estímulos auditivos, visuais ou táteis  – por exemplo, escrita, assobios, sinais ou braille . Em outras palavras, a linguagem humana é independente de modalidade , mas a linguagem escrita ou de sinais é a maneira de inscrever ou codificar a fala ou gestos humanos naturais.
Dependendo das perspectivas filosóficas sobre a definição de linguagem e significado, quando usado como um conceito geral, "linguagem" pode se referir à capacidade cognitiva de aprender e usar sistemas de comunicação complexos, ou para descrever o conjunto de regras que compõe esses sistemas, ou o conjunto de enunciados que podem ser produzidos a partir dessas regras. Todas as linguagens contam com o processo de semiose para relacionar signos a significados particulares. As linguagens oral , manual e tátil contêm um sistema fonológico que governa como os símbolos são usados para formar sequências conhecidas como palavras ou morfemas, e um sistema sintático que governa como palavras e morfemas são combinados para formar frases e enunciados.
O estudo científico da linguagem é chamado de linguística. Exames críticos de línguas, como filosofia da linguagem, as relações entre linguagem e pensamento , etc., como como as palavras representam a experiência, têm sido debatidos pelo menos desde Górgias e Platão na civilização grega antiga. Pensadores como Rousseau (1712 – 1778) debateram que a linguagem se originou das emoções, enquanto outros, como Kant (1724 – 1804), sustentaram que as linguagens se originaram do pensamento racional e lógico. Filósofos do século XX, como Wittgenstein (1889 – 1951) argumentou que a filosofia é realmente o estudo da própria linguagem. As principais figuras da linguística contemporânea desses tempos incluem Ferdinand de Saussure e Noam Chomsky.
Pensa-se que a linguagem divergiu gradualmente dos sistemas primitivos de comunicação dos primatas quando os primeiros hominídeos adquiriram a capacidade de formar uma teoria da mente e compartilhar a intencionalidade.  Às vezes, acredita-se que esse desenvolvimento tenha coincidido com um aumento no volume cerebral, e muitos linguistas veem as estruturas da linguagem como tendo evoluído para servir a funções comunicativas e sociais específicas.
A linguagem é processada em muitos locais diferentes no cérebro humano, mas especialmente nas áreas de Broca e Wernicke. Os humanos adquirem a linguagem através da interação social na primeira infância e as crianças geralmente falam fluentemente por volta dos três anos de idade. Língua e cultura são codependentes. Portanto, além de seus usos estritamente comunicativos, a linguagem tem usos sociais como significar a identidade do grupo , estratificação social , bem como uso para o aliciamento e entretenimento social.
As línguas evoluem e se diversificam ao longo do tempo, e a história de sua evolução pode ser reconstruída comparando as línguas modernas para determinar quais características suas línguas ancestrais devem ter para que os estágios posteriores de desenvolvimento ocorram. Um grupo de línguas que descendem de um ancestral comum é conhecido como família de línguas; em contraste, uma língua que demonstrou não ter qualquer relação viva ou não viva com outra língua é chamada de língua isolada . Existem também muitas línguas não classificadas cujas relações não foram estabelecidas, e línguas espúriaspode nem ter existido. O consenso acadêmico sustenta que entre 50% e 90% das línguas faladas no início do século XXI provavelmente serão extintas até o ano de 2100.
A palavra  linguagem deriva, em última análise, do proto-indo-europeu "dn̥ǵʰwéh₂s", cujo significado é "língua, fala, idioma" através do latim língua, "língua; língua" e do francês antigo.  A palavra às vezes é usada para se referir a códigos, cifras e outros tipos de sistemas de comunicação construídos artificialmente, como linguagens de computador formalmente definidas usadas para programação de computadores . Ao contrário das linguagens humanas convencionais, uma linguagem formal nesse sentido é um sistema de signos para codificação e decodificação de informações.
Como objeto de estudo linguístico, "língua" tem dois significados primários: um conceito abstrato e um sistema linguístico específico, por exemplo, "a língua francesa ou francês". O linguista suíço Ferdinand de Saussure que definiu a moderna disciplina de linguística, primeiro formulou explicitamente a distinção usando a palavra francesa língua para língua como um conceito, langue (língua) como uma instância específica de um sistema linguístico e parole (fala) para o uso concreto da fala em uma determinada linguagem.
Ao falar de linguagem como um conceito geral, podem ser usadas definições que enfatizam diferentes aspectos do fenômeno.  Essas definições também envolvem diferentes abordagens e entendimentos da linguagem, e também informam diferentes e muitas vezes incompatíveis escolas de teoria linguística . Os debates sobre a natureza e a origem da linguagem remontam ao mundo antigo. Filósofos gregos como Górgias e Platão debateram sobre a relação entre palavras, conceitos e realidade. Górgias argumentou que a linguagem não poderia representar nem a experiência objetiva nem a experiência humana, e que a comunicação e a verdade eram, portanto, impossíveis. Platão sustentou que a comunicação é possível porque a linguagem representa ideias e conceitos que existem independentemente e antes da linguagem.
Durante o Iluminismo e seus debates sobre as origens humanas, tornou-se moda especular sobre a origem da linguagem. Pensadores como Rousseau e Herder argumentaram que a linguagem se originou na expressão instintiva de emoções e que originalmente estava mais próxima da música e da poesia do que da expressão lógica do pensamento racional. Filósofos racionalistas como Kant e Descartes sustentavam a opinião oposta. Por volta da virada do século XX os pensadores começaram a se perguntar sobre o papel da linguagem na formação de nossas experiências do mundo – perguntando se a linguagem simplesmente reflete a estrutura objetiva do mundo, ou se cria conceitos que, por sua vez, impõem à nossa experiência. do mundo objetivo.
Isso levou à questão de saber se os problemas filosóficos são realmente, em primeiro lugar, problemas linguísticos. O ressurgimento da visão de que a linguagem desempenha um papel significativo na criação e circulação de conceitos, e que o estudo da filosofia é essencialmente o estudo da linguagem, está associado ao que tem sido chamado de virada linguística e filósofos como Wittgensteinna filosofia do século XX. Esses debates sobre a linguagem em relação ao significado e referência, cognição e consciência permanecem ativos hoje.

### Faculdades mentais, órgãos do corpo ou instintos
Uma definição vê a linguagem primordialmente como a faculdade mental que permite aos seres humanos realizarem qualquer tipo de comportamento linguístico: aprender línguas, produzir e compreender enunciados. Esta definição realça a universalidade da linguagem entre todos os seres humanos, destacando as bases biológicas da capacidade humana para a linguagem como um desenvolvimento exclusivo do cérebro humano. Este ponto de vista entende a linguagem como uma propensão inata do ser humano para a linguagem. Exemplos podem ser a gramática universal de Noam Chomsky ou a teoria inatista de Jerry Fodor. Esses tipos de definições são muitas vezes aplicados nos estudos da linguagem no quadro das ciências cognitivas e da neurolinguística.
A língua também pode ser entendida como o órgão muscular relacionado ao sentido do paladar que fica localizado na parte ventral da boca da maior parte dos animais vertebrados e que serve para "processar" os alimentos.

### Sistema simbólico formal
Outra definição vê a linguagem como um sistema formal de signos, regidos por regras gramaticais que quando combinadas geram significados. Esta definição enfatiza o fato de que as línguas humanas podem ser descritas como sistemas estruturais fechados constituídos de regras que relacionam sinais específicos com significados específicos. Esta visão estruturalista da linguagem foi primeiramente introduzido por Ferdinand de Saussure, sendo seu estruturalismo fundamental para a maioria das abordagens da linguística atual. Alguns defensores deste ponto de vista têm defendido uma abordagem formal para estudar as estruturas da linguagem, privilegiando assim a formulação de regras abstratas subjacentes que podem ser entendidas para gerar estruturas linguísticas observáveis. O principal proponente de tal teoria é Noam Chomsky, que define a linguagem como um conjunto particular de frases que podem ser gerados a partir de um determinado conjunto de regras. O ponto de vista estruturalista é comumente usado na lógica formal, na semiótica, e em teorias da gramática formal - mais comumente utilizado nos quadros teóricos da gramática descritiva. Na filosofia da linguagem, esses pontos de vista estão associados com filósofos como Bertrand Russell, as primeiras obras de Ludwig Wittgenstein, Alfred Tarski e Gottlob Frege.

### Ferramenta para comunicação
Ainda outra definição vê a linguagem como um sistema de comunicação que permite aos seres humanos o compartilhamento de sentidos. Esta definição realça a função social da linguagem e o facto de que o homem utiliza-a para se expressar e para manipular objetos em seu ambiente. As teorias da gramática funcional explicam as estruturas gramaticais por suas funções comunicativas, e compreende as estruturas gramaticais da linguagem como o resultado de um processo adaptativo pelo qual a gramática foi feita "sob medida" a fim de atender as necessidades comunicativas de seus usuários..
Este ponto de vista da linguagem está associado ao estudo da linguagem na pragmática, na linguística cognitiva e interacional, bem como na sociolinguística e na linguística antropológica. As teorias funcionalistas tendem a estudar gramática como um fenômeno dinâmico, com estruturas que estão sempre em processo de mudança, dependendo de como são empregados por seus falantes. Esta visão leva ao estudo da tipologia linguística, como pode ser mostrado que os processos de gramaticalização que tendem a seguir trajetórias que são parcialmente dependentes de tipologia. Na filosofia da linguagem esses pontos de vista são frequentemente associados com as obras posteriores de Ludwig Wittgenstein e com os filósofos da linguagem ordinária, como GE Moore, Paul Grice, John Searle e John Austin.

### O que torna a linguagem humana única
A linguagem humana é única quando comparada com outras formas de comunicação, tais como aquelas usadas por animais. Ela permite aos seres humanos produzirem um conjunto infinito de enunciados a partir de um conjunto finito de elementos. Os símbolos e as regras gramaticais de qualquer tipo de linguagem são em grande parte arbitrárias. Por isso que o sistema só pode ser adquirido através da interação social. Os sistemas conhecidos de comunicação utilizados por animais, por outro lado, só podem expressar um número finito de enunciados que são na sua maioria transmitidos geneticamente. A linguagem humana é também a única que têm uma estrutura complexa projetada para atender a uma grande quantidade de funções - bem mais do que qualquer outro tipo de sistema de comunicação.

### Características distintivas da linguagem humana
Uma série de recursos, muitos dos quais foram descritos por Charles Hockett e chamados de recursos de design, diferenciam a linguagem humana da comunicação usada por animais não humanos..
Os sistemas de comunicação usados por outros animais, como abelhas ou macacos, são sistemas fechados que consistem em um número finito, geralmente muito limitado, de ideias possíveis que podem ser expressas.  Em contraste, a linguagem humana é aberta e produtiva, o que significa que ela permite que os humanos produzam uma vasta gama de enunciados a partir de um conjunto finito de elementos e criem novas palavras e frases. Isso é possível porque a linguagem humana é baseada em um código duplo, no qual um número finito de elementos sem sentido em si mesmos (por exemplo, sons, letras ou gestos) podem ser combinados para formar um número infinito de unidades de significado maiores (palavras e frases).
No entanto, um estudo demonstrou que uma ave australiana, Balbuciador com coroa de castanha (Pomatostomus ruficeps) , é capaz de usar os mesmos elementos acústicos em diferentes arranjos para criar duas vocalizações funcionalmente distintas.  Além disso, essas aves demonstraram a capacidade de gerar duas vocalizações funcionalmente distintas compostas pelo mesmo tipo de som, que só podem ser distinguidas pelo número de elementos repetidos.
Várias espécies de animais provaram ser capazes de adquirir formas de comunicação através da aprendizagem social: por exemplo, um bonobo chamado Kanzi aprendeu a se expressar usando um conjunto de lexigramas simbólicos. Da mesma forma, muitas espécies de pássaros e baleias aprendem suas canções imitando outros membros de sua espécie. No entanto, enquanto alguns animais podem adquirir um grande número de palavras e símbolos,  nenhum foi capaz de aprender tantos sinais diferentes como geralmente é conhecido por um humano médio de 4 anos, nem adquiriu nada parecido com a gramática complexa de linguagem humana.
As línguas humanas diferem dos sistemas de comunicação animal na medida em que empregam categorias gramaticais e semânticas, como substantivo e verbo, presente e passado, que podem ser usadas para expressar significados extremamente complexos. Distingue-se pela propriedade de recursividade: por exemplo, um sintagma nominal pode conter outro sintagma nominal  ou uma oração pode conter outra oração. A linguagem humana é o único sistema de comunicação natural conhecido cuja adaptabilidade pode ser referida como independente de modalidade. Isso significa que ele pode ser usado não apenas para comunicação por meio de um canal ou meio, mas por vários. Por exemplo, a linguagem falada usa a modalidade auditiva, enquanto as línguas de sinais e a escrita usam a modalidade visual, e a escrita braille usa a modalidade tátil.
A linguagem humana é incomum por ser capaz de se referir a conceitos abstratos e a eventos imaginados ou hipotéticos, bem como eventos que ocorreram no passado ou podem acontecer no futuro. Essa capacidade de se referir a eventos que não estão no mesmo tempo ou lugar que o evento de fala é chamada de deslocamento, e enquanto alguns sistemas de comunicação animal podem usar o deslocamento (como a comunicação de abelhas que podem comunicar a localização de fontes de néctar que são fora da vista), o grau em que é usado na linguagem humana também é considerado único.

## Estudos

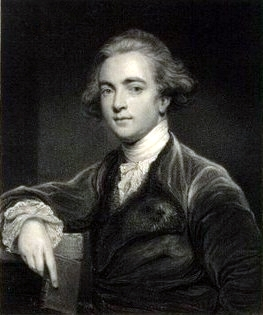
William Jones descobriu a relação familiar entre o latim e o sânscrito, lançando as bases para a disciplina da linguística histórica

O estudo da linguagem, a linguística, vem se tornando uma ciência desde as primeiras descrições gramaticais de determinadas línguas na Índia, há mais de 2.000 anos, após o desenvolvimento da escrita Brahmi. A linguística moderna é uma ciência que se preocupa com todos os aspectos da linguagem, examinando-a a partir de todos os pontos de vista teóricos descritos acima.

### Subdisciplinas
O estudo acadêmico da linguagem é conduzido dentro de muitas áreas disciplinares diferentes e de diferentes ângulos teóricos, todos os quais informam as abordagens modernas da linguística. Por exemplo, a linguística descritiva examina a gramática de línguas únicas, a linguística teórica desenvolve teorias sobre a melhor forma de conceituar e definir a natureza da linguagem com base em dados das várias línguas humanas existentes, a sociolinguística estuda como as línguas são usadas para fins sociais informando, por sua vez, o estudo das funções sociais da linguagem e descrição gramatical, a neurolinguística estuda como a linguagem é processada no cérebro humano e permite o teste experimental de teorias, a linguística computacional baseia-se na linguística teórica e descritiva para construir modelos computacionais de linguagem, muitas vezes destinados a processar a linguagem natural ou testar hipóteses linguísticas, e a linguística histórica baseia-se em descrições gramaticais e lexicais de línguas para traçar suas histórias individuais e reconstruir árvores de famílias de línguas usando o método comparativo.

### História antiga

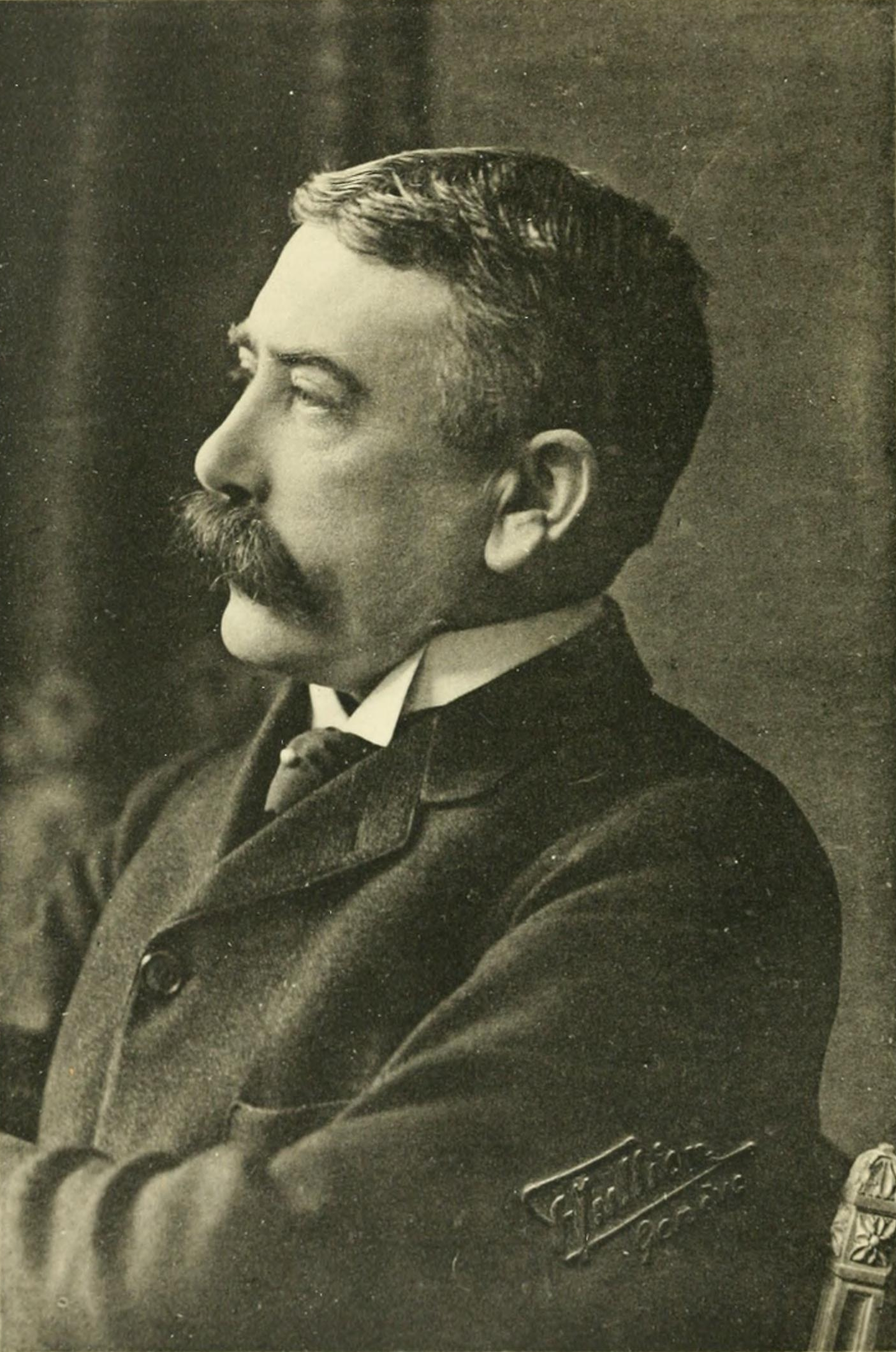
Ferdinand de Saussure desenvolveu a abordagem estruturalista para estudar a linguagem

O estudo formal da linguagem é muitas vezes considerado como tendo começado na Índia com Pāṇini, o gramático do século V aC que formulou 3.959 regras de morfologia sânscrita. No entanto, os escribas sumérios já estudavam as diferenças entre a gramática suméria e acadiana por volta de 1900 aC. Tradições gramaticais subsequentes se desenvolveram em todas as culturas antigas que adotaram a escrita.
No século XVII dC, os gramáticos franceses de Port-Royal desenvolveram a ideia de que as gramáticas de todas as línguas eram um reflexo dos fundamentos universais do pensamento e, portanto, que a gramática era universal. No século XVIII o primeiro uso do método comparativo pelo filólogo britânico e especialista na antiga Índia William Jones provocou o surgimento da linguística comparativa.  O estudo científico da linguagem foi ampliado do indo-europeu para a linguagem em geral por Wilhelm von Humboldt. No início do século XX, Ferdinand de Saussure introduziu a ideia de linguagem como um sistema estático de unidades interconectadas, definidas pelas oposições entre elas.
Ao introduzir uma distinção entre análises diacrônicas e sincrônicas da linguagem, ele lançou as bases da moderna disciplina da linguística. Saussure também introduziu várias dimensões básicas da análise linguística que ainda são fundamentais em muitas teorias linguísticas contemporâneas, como as distinções entre sintagma e paradigma , e a distinção Langue-parole , distinguindo a linguagem como um sistema abstrato (langue), da linguagem como um concreto manifestação deste sistema (parole).

### Lingüística moderna

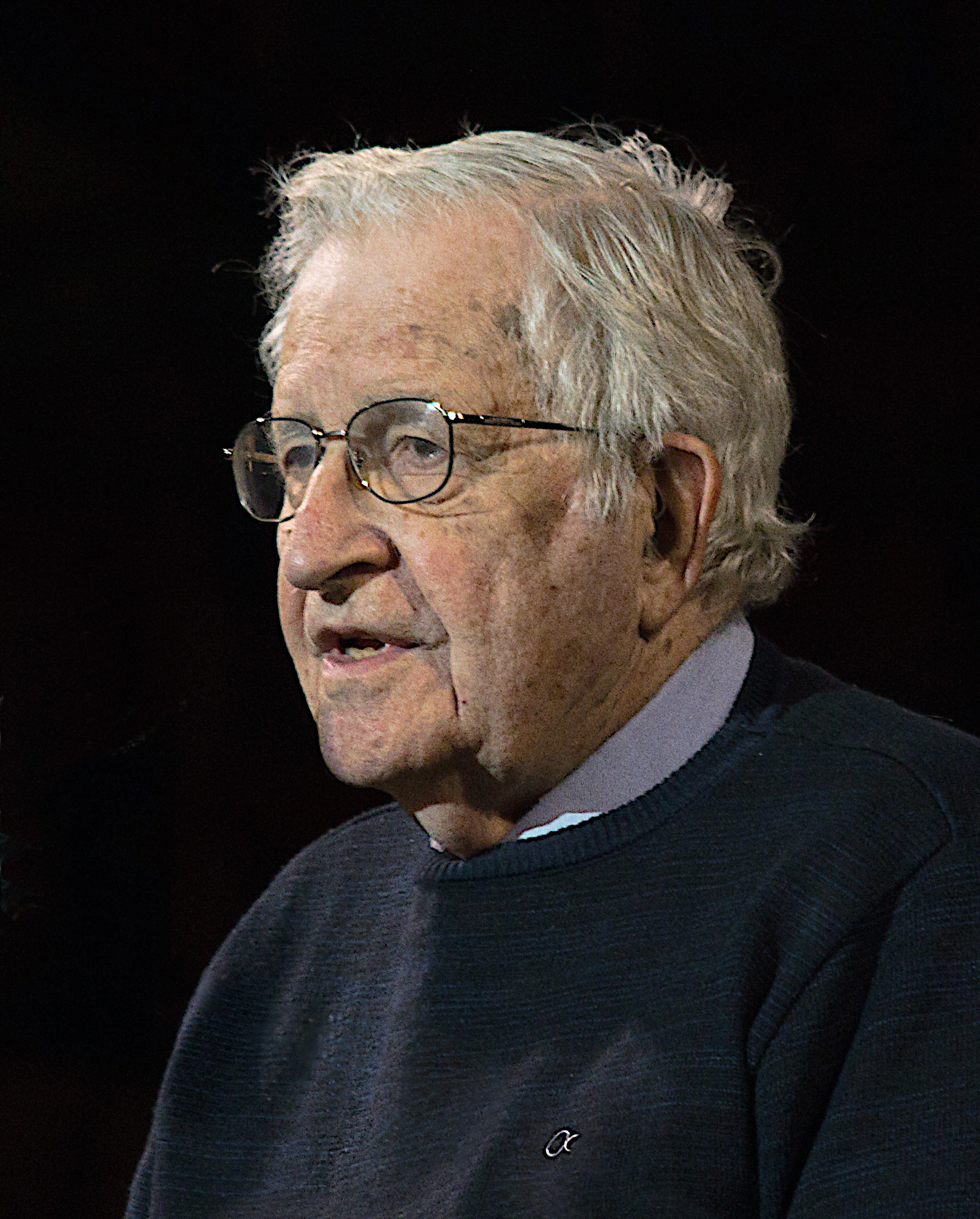
Noam Chomsky é um dos teóricos linguísticos mais importantes do século XX

Na década de 1960, Noam Chomsky formulou a teoria gerativada linguagem. De acordo com essa teoria, a forma mais básica de linguagem é um conjunto de regras sintáticas que é universal para todos os humanos e que está subjacente às gramáticas de todas as línguas humanas. Esse conjunto de regras é chamado de Gramática Universal; para Chomsky, descrevê-lo é o objetivo primordial da disciplina de linguística. Assim, ele considerou que as gramáticas das línguas individuais só têm importância para a linguística na medida em que nos permitem deduzir as regras subjacentes universais a partir das quais a variabilidade linguística observável é gerada.
Em oposição às teorias formais da escola gerativa, as teorias funcionais da linguagem propõem que, como a linguagem é fundamentalmente uma ferramenta, suas estruturas são melhor analisadas e compreendidas por referência às suas funções. As teorias formais da gramática procuram definir os diferentes elementos da linguagem e descrever a forma como eles se relacionam uns com os outros como sistemas de regras ou operações formais, enquanto as teorias funcionais procuram definir as funções desempenhadas pela linguagem e depois relacioná-las com os elementos linguísticos que os carregam. eles fora.  A estrutura da linguística cognitivai nterpreta a linguagem em termos dos conceitos (que às vezes são universais, e às vezes específicos de uma língua particular) que fundamentam suas formas. A linguística cognitiva está principalmente preocupada com a forma como a mente cria significado através da linguagem.

## Origem[28]

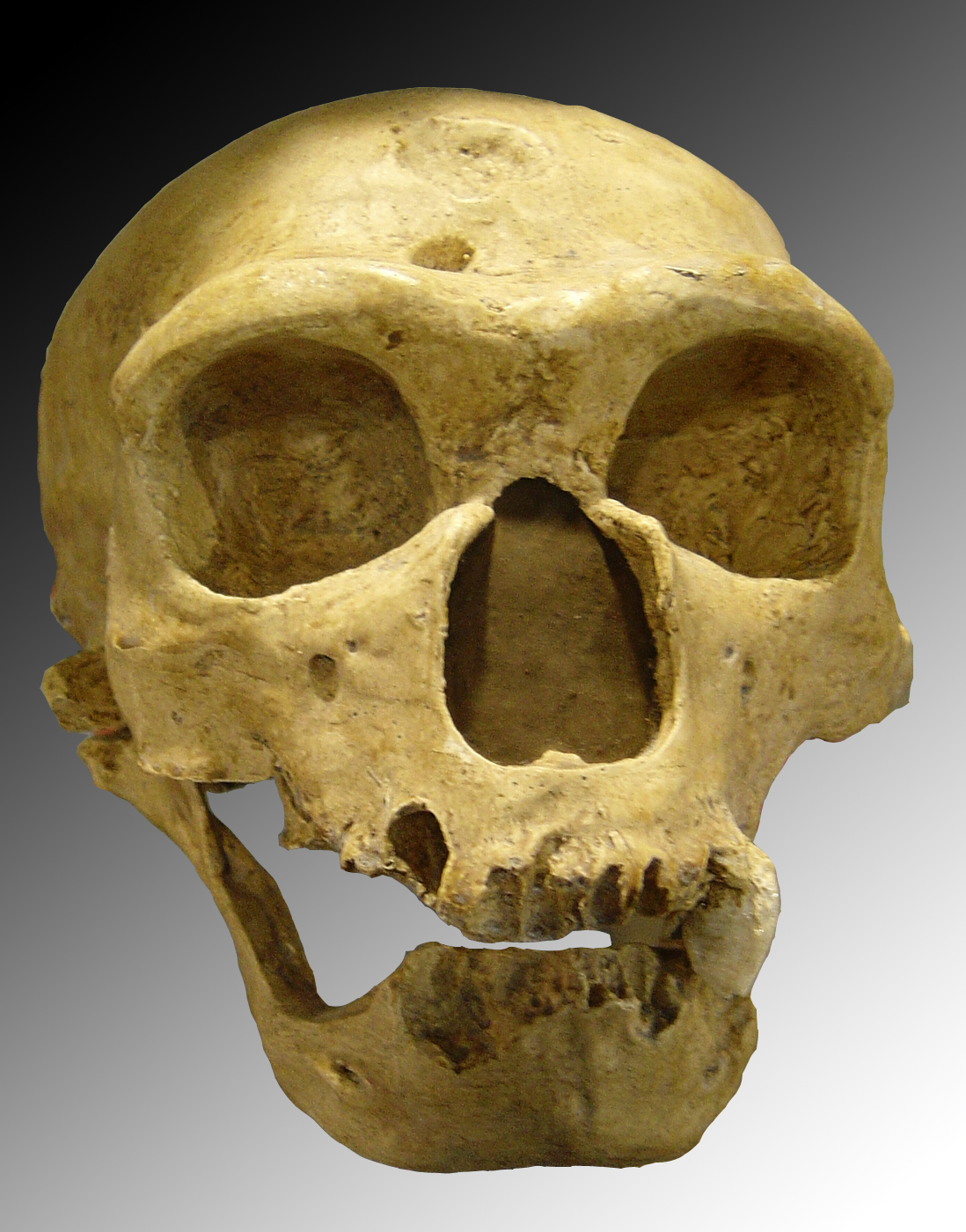
Crânio do Homo neanderthalensis, descoberto em La Chapelle-aux-Saints, na França. Desconhece-se se o Neanderthal tinha língua.

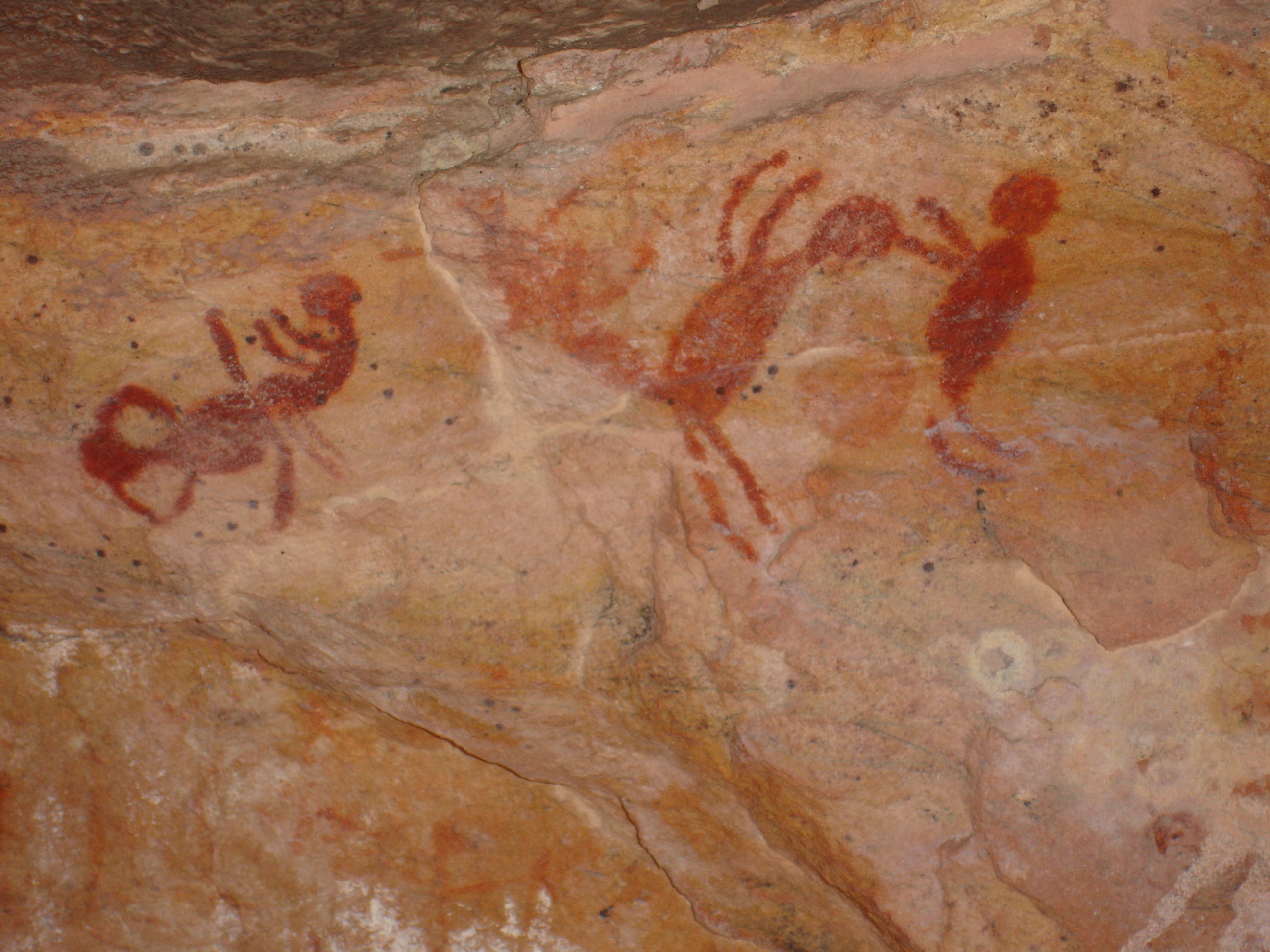
Exemplo de pinturas encontradas no Parque Nacional Serra da Capivara. Uma das singularidade da linguagem humana baseia-se no seu referencial simbólico, desde o tempo pré-histórico.

As teorias sobre a origem da linguagem podem ser divididas segundo algumas premissas básicas. Algumas teorias sustentam a ideia de que a linguagem é tão complexa que os especialistas não conseguem imaginar que simplesmente apareceu do nada na sua forma final, mas que ela deve ter evoluído a partir de um sistema pré-linguístico anterior existente entre os nossos ancestrais pré-humanos. Essas teorias podem ser chamadas de teorias baseadas na continuidade. O ponto de vista oposto afirma que a linguagem é um traço humano único, que não pode ser comparado a qualquer coisa encontrada entre os não-humanos e que deve, portanto, ter aparecido repentinamente na transição entre os pré-hominídeos e o homem primitivo. Essas teorias podem ser definidos como a teoria da descontinuidade. Da mesma forma, algumas teorias veem a linguagem em sua maioria como uma faculdade inata que é em grande parte geneticamente codificado, enquanto outros a veem como um sistema que é em grande parte cultural, que se aprende através da interação social. Atualmente, o único defensor proeminente da teoria da descontinuidade é Noam Chomsky.
De acordo com ele, "alguma mutação aleatória ocorreu, talvez depois de algum chuveiro de raios cósmicos estranhos. O cérebro foi reorganizado, implantando assim um órgão da linguagem num cérebro primata". Acautelando-se a fim dessa história não ser tomada literalmente, Chomsky insiste que ela "pode estar mais próxima da realidade do que muitos outros contos de fadas que são contadas sobre processos evolutivos, incluindo a linguagem". As teorias baseadas na continuidade são tidas atualmente pela maioria dos estudiosos, mas elas variam na forma como encaram esse desenvolvimento. Aqueles que veem a linguagem como sendo principalmente inata, como Steven Pinker por exemplo, mantém como precedentes a cognição animal, enquanto aqueles que veem a linguagem como uma ferramenta de comunicação socialmente aprendido, como Michael Tomasello veem-na como tendo desenvolvido a partir da comunicação animal, da comunicação gestual ou ainda da comunicação vocal. Há ainda outros modelos de continuidade que veem a linguagem sendo desenvolvida a partir da música.
Uma vez que o surgimento da linguagem está localizada no início da pré-história do homem, os desenvolvimentos relevantes na língua não deixaram vestígios histórico direto, nem muito menos existe a possibilidade de processos similares serem observados hoje. Teorias que dão ênfase a continuidade muitas vezes olham para os animais a fim de ver se, por exemplo, os primatas mostram qualquer traço que pode ser visto como análogo a alguma tipo de linguagem que os pré-humanos utilizaram. Alternativamente, os primeiros fósseis humanos podem ser inspecionado para procurar vestígios de adaptação física para usar a linguagem ou com alguns traços pré-linguístico.

Atualmente, é indiscutível que em sua maioria, os pré-humanos australopithecus não tinham sistemas de comunicação significativamente diferentes daqueles encontrados nos símios em geral, mas as opiniões na academia variam quanto à evolução desde o aparecimento do Homo, há cerca de 2,5 milhões de anos. Alguns estudiosos assumem o desenvolvimento de sistemas primitivos de linguagem (proto-língua) tão cedo quanto o Homo habilis, enquanto outros colocam o desenvolvimento da comunicação simbólica primitiva apenas com o Homo erectus (há 1,8 milhões de anos) ou o Homo heidelbergensis (há 600 milhares de anos). O desenvolvimento da linguagem como a conhecemos estaria com o Homo sapiens sapiens, há menos de cem mil anos atrás, na África. Análise linguística usadas por Johanna Nichols , linguista da Universidade da Califórnia, Berkeley, estimou que o tempo necessário para atingir a atual difusão e diversidade nas línguas modernas, aponta que a linguagem vocal surgiu, pelo menos, há cem mil anos atrás.

A grande maioria dos pesquisadores acreditam que a linguagem, melhor dizendo, a comunicação entre os primeiros hominídeos surgiu em um estado de pré-linguagem ou protolinguagem. Caracteriza-se como a mais singela e completa linguagem, um protoléxico, ou seja, “armazenamento para sinais significativos aprendidos, mas sem sintaxe” (The Oxford Handbook of language Evolution, 2012), podendo ser verbal ou gestual e contar com componentes mimetizados. Contudo, a forma verbal há mais indícios de ser dominante.
Embora diversos grupos metazoa possam ter incríveis capacidades cognitivas e comunicativas, compreender a linguagem em macacos (orangotangos, gorilas, chimpanzés e bonobos) é também compreender o desenvolvimento da linguagem na linhagem hominins. Tais estudos, desde os primórdios foram envolvidos por controvérsias no âmbito não apenas de desdobramentos social, mas em primazia no âmbito acadêmico, uma vez que refletem também diferentes categorias de pensamento: os que defendem visões darwinianas de “continuidade entre as mentes dos macacos e dos animais” versus “tradição cartesiana de diferenças mentais qualitativas agudas entre humanos e outros animais”, o que também demonstra a dificuldade de uma definição uníssona na definição de “símbolo” e essa diafonia leva autores a interpretarem uma mesma configuração relativa à linguagem dos macacos de forma diferente mesmo frente a comportamentos muito semelhantes.
Embora a ausência da capacidade dos grandes macacos de mimetizarem com precisão a fala humana, ainda sim são capazes de criar e reproduzir muitos sons, isto é, são capazes de aprenderem por observação gesticulações, não restrito para os que vivem em cativeiro, introduzindo a ideia de diferentes tipos e nível de imitação. Tal nível de imitação demanda: uma análise sequencial das ações em porções que o compõe, o exercício de cada porção e o reagrupamento hierárquico de modo a atingir uma transmissão compreensível à um dado interlocutor.  E ao de fato ser dominado, cada vocábulo passa a ser incorporado como sequências comportamentais.
Diversos estudos, demonstram que tais animais usam gestos manuais e lexigramas (“unidades linguísticas representando símbolos de forma geométrica”) de modo a fazer referência à objetos, lugares, pessoas e ações, incluindo inclusive não circunscritos no tempo presente e de modo visível. Além de usarem gestos e/ou lexigramas para pedir objetos ou requerer ações, alguns são capazes de fazer comentários de forma espontânea sobre si e sobre semelhantes.
Casos clássicos: Lucy, Koko e Washoe, foram capazes após treinamento de emitirem sinais para bonecas e/ou gatos, usando lexigrama. De forma adicional, foram capazes de inventarem combinações de signos para se referir a alimentos e animais ou outros objetos, os quais não foram ensinados a eles. Esses gestos e lexigramas, funcionaram como “não icônicos”, isto é, refere-se a sinais arbitrários de objetos ou ações, o que corresponde às definições clássicas de símbolo, mas há críticas com a questão de que quando um símbolo é verdadeiro, não atende apenas a rotulagem isolada, mas tem correspondência com outros símbolos, nesse caso, a literatura traz ao menos três exemplos: Kanzi, Sherman e Austin.
Adicionalmente, os elementos mínimos para a existência da protolinguagem em macacos podem ser aferrado a partindo do fato de que todas as espécies dos grandes macacos têm a capacidade da criação de combinações orientadas: Sarah e Lana, eram dois macacos que foram treinados para compor lexigramas de quatro a cinco palavras da língua inglesa; Washoe, Nim, Chantek e Kanzi, pode ter inventado regras combinatórias próprias; além de que Washoe foi capaz de colocar o sujeito no início das frases em 90% das expressões criadas de forma espontânea; Nim e Koko, colocavam o advérbio “mais” antes de objetos e ações que solicitavam. Dessa forma, por constituir uma ordenação, podem ser considerados com fortes exemplos de protolinguagem, apesar apresentarem falhas na padronização (regras de sequência na composição de sentenças) mesmo nos mais treinados (infere-se que isso pode advir da relação com os próprios treinadores, que não usam de forma mandatória a complexidade gramatical avaliada). De forma geral, acredita-se que por essa dificuldade, a transição de protolinguagem para linguagem em humanos, deve ter envolvido principalmente o surgimento de capacidades mentais relacionadas à construção hierárquica.
Não obstante seja conhecido essas habilidades, o domínio (no que tange entendimento) e uso de sinais, não é um dado facilmente verificável em populações de macacos sem treinamento, isto é, em selvagens não foram ainda reportados uso de gestos ordenados para se referir a objetos ou eventos. E, possivelmente os macacos não possuam outras capacidades essenciais para a invenção da protolinguagem, como a teoria da mente (descrito pela primeira vez em 1978 com chimpanzés e diz respeito a hipótese de que possuem a capacidade de entendimento de crenças, desejos e intenções dos outros) ou o desenvolvimento da capacidade de compartilhamento de intenções (hipótese baseada que a inabilidade de compartilhar intenções e cooperação são os principais fatores que evitam que os grandes macacos desenvolvam a linguagem), ou talvez eles simplesmente não são motivados ou precisam usar a protolinguagem. Em suma, o que em geral se assume é que chimpanzés e bonobos são capazes de entender a mente do outro a assim podem cooperar, não sendo necessário o uso da protolinguagem que se investiga no mundo selvagem.
Uma questão central é quando a protolinguagem e a linguagem se desenvolveram, segundo estudos, partindo de que todos os grandes macacos podem ter o domínio dos componentes e a capacidade cognitiva necessária para a protolinguagem, estima-se que o último ancestral comum entre humanos e a linhagem dos grandes macacos existiu entre há entre 14 e 20 milhões de anos. e com isso o desenvolvimento da protolinguagem é atribuído após a divisão filogenética hominini-pan há cerca de 6-7 milhões de anos, antes disso, acredita-se que se desenvolveram protolinguagem, a perderam.
Dados recentes para o favorecimento do aparecimento da protolinguagem em hominins foi entre 2,6-1,8 milhões de anos, onde a utilização de ferramentas pode ter favorecido a criação de um nicho que há 1,8 milhões pode ter desenvolvido uma protolinguagem-like, corroborando com a mudança de dieta, expansão do cérebro e a manufatura com maior intensidade de ferramentas que são complicadas para macacos. Contudo, como era protolinguagem (gestual, vocal ou combinação de ambos), ainda não há evidências, mas muito provavelmente, estava presente desde os Neandertais e deve estar relacionada com a presença do gene FOXP2.
Com a irradiação da linguagem por todas as populações humanas e isso envolve que humanos de todos os lugares, com diferentes hábitats, hábitos, culturas, estruturas sociais, são aproximados pela linguagem. Surge assim, o termo “leitura mental” referente à capacidade de inferir estados mentais de outros com base na direção do olhar, expressão facial e assim por diante, isso é extremamente desenvolvido em primatas diferente de humanos e essas diferenças podem ser atribuídas ao nível de cooperação existente entre ambos participantes da ação (condição sine qua non), o que os psicólogos chamam de “intersubjetividade”, o qual possui um papel importante para o entendimento tanto coletivo de sentimentos e planos, quanto subjetivo, sucesso reprodutivo, por exemplo.
A psiquê humana evolui no modo particular de vida com base na caça e coleta. De modo a compensar vulnerabilidades, populações humanas ancestral desenvolveu a cooperação social, o que permitiu a transmissão e trocas do conhecimento, visão conhecida como “mente social profunda” (a qual defende uma transmissão cultural coevolutiva com a leitura mental cooperativa). Isso é contrário nas sociedades de chimpanzés, uma vez que são hierárquicas.
Todavia, tal cooperativismo é resultante do processo e não causador, parte do processo de “contradominância” advindo do sistema caçador-coletor. Esse processo fomentou a intersubjetividade que caminhou junto com o desenvolvimento dos idiomas. Entretanto, a não prevalência desse primórdio igualitário pode ser investigado para além do aumento quantitativo de indivíduos: a articulação de estratégias.
O cenário mais aceito pelos cientistas envolve o chamado “modelo de alianças femininas”, centralizando as estratégias femininas na história das sociedades humanas pré históricas e com reverberação moderna. Conforme grupos humanos aumentaram de tamanho, a inteligência (“como capacidade de negociar alianças”), foi uma seleção artificial para o aumento do córtex; apesar de positivo a priori, culminou em um custo maior da prole (amadurecimento tardio e maior necessidade energética), intensificando os custos para a mãe, tanto na gravidez, quanto nos cuidados pós nascimento. Nesse contexto, surge a hipersociabilidade humana e a intersubjetividade, na busca por ajudantes fidedignos (em geral, parentas das mulheres) e quanto aos machos, como as fêmeas buscavam: bons genes que atendessem a sua necessidade principal (inteligência), tempo para cuidados, energia e comida, os machos vivendo em uma sociedade caçadora-coletora, os mais aptos exibiam-se (sem violência) através da destreza da caça servindo-as.
Isso conduz a relação de sinais sexuais, estratégias reprodutivas e condições para evolução da linguagem. Normalmente, em chimpanzés exibições com fins sexuais desencadeiam violência, mas como em humanos a ovulação tornou-se escondida (não há estro), obrigou os machos a passarem mais tempo com suas parceiras para aumentar as chances de reproduzir; isso culminou no conflito de que a única chance do macho saber sobre a fertilidade feminina, é através da menstruação. Em qualquer sociedade primata as formas mais comuns de conflitos têm relação com o sexo, ao mulheres serem vistas como inférteis, a menstruação poderia incitar machos a escolher parceiras tendo essa base biológica como parâmetros, levando ao abandono e conquistando novas parceiras. Assim, a comunidade feminina, ao tomar nota da menstruação de uma membra, medidas estratégicas já eram tomadas, frente à ameaça que qualquer dano possa ser feito (por meio de tabus culturais, por exemplo).
Tal contexto específico, desencadeia a transição da linguagem e cultura simbólica, isto é, toda vez que uma mulher menstruar, é entendido como ameaça, o perigo do macho tirar proveito sem prover condições a futura grávida. Assim, o isolamento da mulher “alvo” e criação uma “rede de solidariedade” espalhando ideias a serem compartilhadas, forneceu as condições necessárias para a linguagem evoluir.

### Bases genéticas da linguagem
A linguagem, assim como diversas características de Homo sapiens, é derivada do efeito de genes sobre o desenvolvimento do ser humano, entretanto, genes não são os únicos proponentes do desenvolvimento da linguagem, destacando-se a influência de fatores culturais. Entretanto, como elementos culturais evoluem de maneira consideravelmente mais rápida do que organismos biológicos pode ser intuitivo concluir que estes têm uma influência igualmente superior na linguagem humana, porém, existem maneiras com que a evolução biológica consegue acompanhar a evolução cultural além de mutações genéticas, notavelmente por meio da plasticidade genotípica, capacidade de um mesmo genótipo produzir diferentes fenótipos de acordo com o ambiente, e por meio do desenvolvimento de órgãos ou sistemas selecionadas de modo a priorizarem rápidas adaptações às mudanças externas, neste caso o cérebro. Tendo em vista a possível influência que genes exercem sobre a linguagem, cientistas buscam encontrar genes específicos que possam ter atuado diretamente sobre a origem da linguagem em seres humanos.
O primeiro gene a ser confiavelmente associado à linguagem é o gene Forkhead Box Protein 2 (FOXP2), associado com a linguagem após estudos com uma família britânica cujos integrantes todos apresentavam deficiências linguísticas, alcunhada família KE. Este gene codifica proteínas com terminais com formato de garfo que se ligam a regiões regulatórias de outros genes, influenciando sua expressão. Ao longo da evolução dos mamíferos os genes FOXP2 foram extremamente bem conservados, destacando sua importância no desenvolvimento deste grupo, contudo, a sequência do FOXP2 de seres humanos apresenta algumas diferenças quando comparado com o de seus parentes viventes mais próximos, chimpanzés e bonobos, considerando a disparidade das capacidades de fala destes grupos pode se inferir que estas diferenças estão ligadas diretamente a origem da linguagem, estudos genéticos sugerem que estas mutações tenham ocorrido há entre 1,8 e 1,9 milhões de anos, condizendo com o período de tempo em que se estipula a emergência do gênero Homo.
Outro fator que corrobora a associação dos genes FOXP2 ao desenvolvimento da linguagem são os efeitos que seu impedimento causa em modelos experimentais animais, filhotes de camundongo que tiveram uma cópia deste gene impedida demonstrou severa alteração nas vocalizações dos filhotes. Em pássaros mandarim (Taeniopygia guttata) nota-se maior expressão destes genes quando indivíduos juvenis estão aprendendo a cantar com os adultos, a inibição deste gene faz com que os pássaros jovens tornem-se incapazes de incorporar novas sílabas em seus cantos. Além disso, nota-se que a expressão destes genes em pássaros e seres humanos ocorre em regiões anatomicamente análogas do cérebro.
Os genes Contactin-associated protein-like 2 (CNTNAP2) são alvos da regulação das proteínas codificadas por FOXP2, estes genes estão relacionados com o desenvolvimento cortical e funcionamento axonal (Vernes et. al. 2008), em redes circuitos neurais relacionados à linguagem podem ser encontrados elevados níveis de CNTNAP2, além disso certos polimorfismos deste gene foram associados a atrasos e a deficiências no desenvolvimento das capacidades linguísticas em crianças com autismo.
Outros genes associados a linguagem são os relacionados com microcefalia, microcephalin e ASPM, considerando o tamanho do cérebro como um fator crucial para o desenvolvimento da linguagem alguns autores consideram que estes genes possam estar ligados com a linguagem, particularmente considerando trabalhos que relacionam mutações nestes genes com a perda de preferência por linguagens tonais (linguagens em que diferentes entonações de um mesmo fonema possuem significados distintos como chinês, vietnamita e iorubá), entretanto estes estudos possuem alguns problemas referentes a amostragem das pesquisas realizadas assim como a própria inferência acerca da influência do tamanho cerebral sobre a linguagem, considerando que humanos acometidos por microcefalia ainda conseguem desenvolver capacidades linguísticas até certo ponto, especialmente quando comparados com chimpanzés, cujos tamanhos cerebrais se assemelham .
Os genes ROBO1 e ROBO2, da família de genes Roundabout Homologue (ROBO) também são associados à desenvoltura da linguagem. Estes genes estão envolvidos na simetria bilateral do sistema nervoso devido a sua influência em axônios que atravessam a linha medial do cérebro. Estudos sugerem que polimorfismos dos genes ROBO1 estejam correlacionados diretamente com casos de dislexia. Já o gene ROBO2 parece estar ligado à capacidade de incorporação de novas palavras. Análises da evolução destes dois genes mostra seleção positiva para os genes ROBO1 na linhagem dos chimpanzés e seres humanos, entretanto estas mesmas análises não foram tão conclusivas para o ROBO2

### Bases morfo-anatômicas da linguagem
A aquisição da linguagem exigiu modificações morfo-anatômicas importantes no encéfalo, na medula espinhal e outras estruturas não-neurais.
O volume encefálico aumentou rapidamente, em volume absoluto e relativo ao tamanho corpóreo, na linhagem humana há entre 2 milhões e 300 mil anos. O encéfalo é um órgão altamente custoso do ponto de vista energético, portanto sua expansão  e manutenção na linhagem indica  que o mesmo confere uma vantagem evolutiva significativa. Embora haja correlação entre o volume encefálico e a capacidade cognitiva geral, o mesmo não ocorre com a capacidade de linguagem, não havendo um volume encefálico separando claramente os primatas com e sem linguagem
O neocórtex é visto tradicionalmente como a estrutura neural responsável pela linguagem. A aquisição da mesma estaria associada ao surgimento de novas estruturas neocorticais e/ou expansão das preexistentes. O córtex humano é laterizado, sendo dividido em dois hemisférios, com o esquerdo controlando o braço direito e sendo dominante para a linguagem. Pensava-se que a preferência populacional por ser destro fosse uma exclusividade humana, o que levou à hipótese da evolução conjunta da lateralização, linguagem e caráter destro, embora saiba-se hoje que outros primatas são preferencialmente destros. O hemisfério esquerdo de bonobos, babuínos, chimpanzés e gorilas controla gestos comunicativos e vocalizações voluntárias, em contraste com o controle das vocalizações em outros primatas pelo hemisfério direito, indicando que a dominância do hemisfério esquerdo sobre essas habilidades pode ter precedido evolutivamente a dominância sobre a linguagem. Dados anatômicos e comportamentais, contudo, não suportam a assimetria neural como exclusividade humana ou especialização específica para a linguagem.
A área de Broca localiza-se no hemisfério esquerdo e é considerada desde sua descrição como de grande importância para a linguagem. Ela aparece cedo na linhagem humana, anteriormente ao advento da linguagem. Outros primatas apresentam estruturas homólogas, mas com organização distinta. Wilkins defende que a expansão da estrutura teria permitido o aumento da percepção espacial, conferindo a coordenação dos membros superiores necessária para o uso de ferramentas e lançamento de projéteis. Como muitas estruturas espaciais são organizadas temática e espacialmente, essa expansão teria também fornecido a estrutura conceptual para componentes chave no desenvolvimento da linguagem.
Embora o papel do neocórtex se mantenha significativamente relevante, pesquisas das últimas décadas têm destacado a importância de estruturas não-corticais para a linguagem. Danos nos gânglios basais e cerebelo geram déficits no aprendizado procedural, memória de trabalho (curto-prazo), sintaxe, escolha e ordenação de palavras e dispraxia oral; estando associados à dispraxia orofacial resultante de mutações no gene FOXP2. Tanto os gânglios basais quanto porções do cerebelo estão fortemente ligadas ao neocórtex por meio do tálamo, indicando que essas estruturas trabalham conjuntamente para possibilitar a linguagem. O hipocampo e a amígdala também são componentes importantes, não afetando diretamente a linguagem, mas relacionados à memória declarativa e aprendizado emocional.
Uma das razões para o foco histórico no neocórtex é a percepção equivocada de que apenas ele teria aumentado durante a evolução humana, embora o tamanho  dos gânglios basais, cerebelo e  hipocampo seja de 2 a 3 vezes maior em humanos do que em outros grandes primatas. Essa percepção é fruto em parte da ausência no registro fóssil da sua evolução, pois diferente do córtex elas são internas ao encéfalo e não deixam impressões na caixa craniana. Entretanto, o tamanho destas estruturas não-corticais guarda uma forte correlação com o volume encefálico total, que pode ser usado como um bom preditor.
As mudanças morfo-anatômicas relacionadas à aquisição da linguagem não se restringem a estruturas neurais, estendendo-se também ao trato respiratório e à musculatura [1] [12]. Humanos possuem uma cavidade oral diferente em relação a outros primatas, assim como uma laringe mais baixa, maior controle da respiração e ausência de sacos aéreos na laringe.  Acredita-se que a  reorganização do trato vocal foi facilitada pelo bipedalismo, por alterações na dieta ou  ambos, e a estrutura laringeal moderna já estaria presente no ancestral comum de Neandertais e humanos anatomicamente modernos[11]. O controle mais fino da respiração é possibilitado por uma maior inervação por massa cinzenta medular dos músculos respiratórios torácicos e abdominais, com a terminação direta de muitas fibras corticais em neurônios motores da medula e tronco cerebral.

### Criação, mudança e evolução da linguagem em humanos modernos
O contato sociocultural e também genético entre populações de humanos podem causar mudanças profundas na criação, evolução e transmissão da linguagem. As mudanças e reconstruções na linguagem através da abordagem histórica remontam a apenas 7000 anos, enquanto que a origem da linguagem data dos últimos 100 mil a 200 mil anos. Isso evidencia a importância da análise de cenários modernos e construção de modelos para a compreensão da transmissão, evolução e criação da linguagem.
Uma das teorias que discorrem a respeito da evolução da linguagem é a gramaticalização, a qual compreende que o conjunto dos processos envolvidos  no desenvolvimento da linguagem é direcional. Assim, segundo ela, ao longo do tempo, formas como substantivos e verbos (formas lexicais simples) foram se transformando em outras como os auxiliares (formas gramaticais), os quais se transformaram em formas ainda mais gramaticais, como os marcadores de tempo verbal. Muitos pesquisadores defendem que essas formas lexicais, substantivos e verbos, deram origem às demais. A gramaticalização oferece, dessa forma, uma oportunidade de compreender estados linguísticos do passado.
Um exemplo moderno de como as mudanças na linguagem ocorrem, pode ser obtido com o estudo das línguas de contato (pidgins e crioulos). Nesses contextos, os recursos linguísticos utilizados, como a concatenação livre de palavras, refletem em parte o provável uso linguístico de humanos do passado, sendo assim úteis para entender a evolução da linguagem. Outro exemplo atual é o dos sistemas de sinais familiares (homesigns systems), onde crianças surdas desenvolvem sinais para se comunicar com seus pais ouvintes e, ao terem que se comunicar com outra criança surda também com seu sistema de sinais próprio acabam utilizando recursos linguísticos como a segmentação e a combinação. Assim como os pidgins, esses sistemas de sinais familiares (que assim como os pidgins não constituem uma língua completa) podem, em circunstâncias de transmissão sociocultural propícias, se desenvolverem em idiomas completos. As línguas orais e de sinais se desenvolveram simultaneamente, contribuindo uma com a outra, como acontece nos dias de hoje.
Assumindo o tamanho e dispersão dos primeiros grupos humanos africanos e comparando com a enorme variedade linguística na Nova Guiné atual, infere-se que a diversidade sempre tenha sido a norma, não existindo uma única língua ancestral. Nenhuma evidência aponta também para uma única língua ancestral das línguas não-africanas. A mudança na linguagem através de contato entre grupos humanos pode se dar de maneira radical, com mudança total de idioma. Dessa maneira, falantes de uma língua passam a falar outra completamente nova após o contato. Estudos de contato podem ainda ser associados à análise genética, revelando mudanças de linguagem pré-histórica, em humanos modernos.
Como mostram experimentos com humanos modernos em laboratório, onde os participantes devem transmitir línguas artificiais simples, a transmissão da linguagem reafirma a proposição de que o seu desenvolvimento é direcional: mesmo sem a intervenção da seleção natural, ocorre o desenvolvimento de um design nos dados parecidos com uma língua. Pode-se dizer que a linguagem evoluiu para ser aprendida através da sua transmissão, o que leva a concluir que a própria linguagem se constitui como um sistema adaptativo. Numa situação semelhante, onde os agentes originalmente não compartilham a mesma linguagem, a interação social mostra-se mais uma vez importante, pois torna possível o aparecimento de uma comunicação verbal limitada.
Tais mecanismos socioculturais se mostram como grandes prescritores da evolução da linguagem. Pesquisadores mostraram que esse tipo de transmissão é responsável por características abstratas da linguagem. A seleção que ocorre é na própria linguagem: as propriedades da linguagem que dificultam a comunicação ou que não podem ser rapidamente aprendidas são descartadas, enquanto que outras características que facilitam e tornam a comunicação mais eficaz são mantidas e expandidas. Dessa forma, a mudança na linguagem segue em direção ao que é mais adequado ao cérebro humano. Para os autores, a mudança na linguagem (ao menos nesse aspecto mais abstrato, como é o caso da concordância) é muito rápida para os genes acompanharem, eliminando assim a necessidade de um ancoramento de tais mudanças à seleção natural. Entretanto, o aspecto biológico não é irrelevante, já que quem norteou a criação e transmissão da linguagem foram os aparatos cognitivos e neurais de humanos do passado.
Outros pesquisadores apresentam a linguagem como um sistema auto-organizado, termo que neste contexto refere-se às interações entre o comportamento dos indivíduos (nível microscópico) e as convenções coletivas (nível macroscópico) que geram a linguagem (ordem) de forma espontânea, note que aqui a dimensão sociocultural aparece novamente em destaque. Ao emergirem, sistemas auto-organizados se sustentam e se retroalimentam sem forças de controle externas ao sistema, nem mesmo de apenas um dos constituintes dele. Essa proposição, por um lado, afasta a interferência das dimensões genéticas e biológicas na linguagem e por outro explica seu rápido desenvolvimento, ainda que utilizando aparatos cognitivos simples.
No caso da linguagem, os fatores considerados na auto-organização podem ser os falantes da língua e os diferentes sons e palavras. Por um lado os indivíduos têm que conseguir compreender o que se passa na população, por outro a população deve dar vazão à novas emergências, como uma palavra nova para um novo objeto, inicialmente consentida por diferentes indivíduos. Na perspectiva de uma população, esses níveis seriam respectivamente os usuários da linguagem, e a totalidade da comunidade linguística.  Na perspectiva de um indivíduo, o nível microscópico pode ser considerado itens como as palavras e seus sons, e o nível macroscópico pode ser considerado a língua completa.
A partir desse último ponto de vista, e se referindo ao nível dos sons, há os que estão mais próximos do espaço articulatório e acústico, os que estão mais longe. No nível macroscópico, ou seja, de todo sistema de som, a consequência disso é que haverá preferência no uso de determinados sons, seja por serem mais eficazes na comunicação, seja por serem mais fáceis de aprender. Ou seja, há uma pressão sobre os sons da fala individual em direção à sua distinção acústica e à facilidade articulatória. Dessa forma, os sistemas de sílabas tornam-se o meio do caminho entre essas duas características. Além disso, a facilidade de aprendizado também exerce pressão sobre eles.

### A linguagem e significados: humanos versus animais
Considerando que as pesquisas evolutivas assumem constância entre macacos e humanos, é mostrado que precursores de significado conceitual e significado pragmático estão presente em ambos; é necessário algo além da habilidade de compreender significados para a desenvoltura da linguagem; e uma vez que a linguagem é desenvolvida, surgem habilidades para criar-se novos significados.
Dentro do chamado significado conceitual pode haver outras formas de obter significados que não seja por meio da expressão linguística. A linguagem humana assumindo uma relação entre palavras e objetos, trabalha com a expressão “conceito”, mas levando em conta que isso só pode ser designado para seres apropriados de uma linguagem, quando falamos sobre animais, falamos “proto conceito”
Para os animais, as coisas do mundo são divididas em diferentes categorias e comportamentos associados a elas; essas coisas representam elas mesmas. As palavras são dadas a partir da convenção a categorias mentais fundamentadas na percepção e ação. Então dentro disso, os animais têm proto conceitos semelhantes que os ajudam na formação de palavras e seus significados.
Mas, diferentemente dos animais, os humanos têm referência deslocada, que é a capacidade de se referir a coisas que estão ausentes. O pensamento que há antes da evocação de alguma palavra ou sentença não é limitado ao aqui e agora, ou seja, o pensamento precede a comunicação referencial. Isso acaba se tornando um pré-requisito para a formulação de símbolos na linguagem humana. Mesmo sendo uma capacidade exclusiva dos seres humanos, há evidências que mostram alguns animais pensando em coisas não presentes. Apenas por volta dos 18 meses uma criança emerge-se na criança a permanência de objeto, mas anteriormente a isso, assim como os animais, quando um objeto sai do seu campo de visão o objeto deixa de existir.
É fato que humanos conseguem se recordar de objetos por mais tempo que qualquer outro animal. Isso está atrelada a chamada memória episódica, tipo de memória que está vinculada a capacidade de lembrar acontecimentos específicos e experiências pessoas denominada memória autobiográfica. É sugerido que esse tipo de memória seja exclusivo de seres humanos, mas há estudos que mostram que os pássaros Aphelocoma Californica, podem ser dotados de alguma maneira por esse tipo de memória pois lembram onde armazenaram alimentos não perecíveis, que são visitados em maior período de tempo. Mas nesse caso, há um fator que estimulou a memória episódica: a alimentação, coisa que não é necessária nos seres humanos.
Tanto humanos quanto animais conseguem se recordar de coisas mais abrangentes e gerais, como por exemplo, onde fica algum poço de água doce ou quais frutas são as melhores para consumir. Esse tipo de memória é nomeado de memória semântica e está relacionada às informações armazenadas que diz respeito a fatos, palavras, símbolos e seus significados, é aqui também que estão dados acadêmicas como fórmulas químicas, quem descobriu o Brasil e regras gramaticais.
Considerando que as informações mais importantes para a sobrevivência estão armazenadas duradouramente, não há necessidades de maiores comunicações entre os membros de uma espécie, mas se algum indivíduo se recorda de um evento que somente ele vivenciou, por uma motivação altruísta ele tem informações úteis para compartilhar com seus semelhantes. A comunicação linguística humana se trata em sua maioria das vezes em compartilhamento de informações sobre eventos. Então a evolução da memória episódica, onde lembramos eventos específicos e os compartilhamos com quem não conhece, pode ter sido um fator na evolução da capacidade de linguagem referencial.
A memória pode ser concebida como uma relação com uma memória retrospectiva e prospectiva. Ainda que os humanos tenham vantagem no armazenamento por um longo período de tempo, há registros de peixes como o salmão que recordam-se do caminho de volta para seu rio de origem a partir do odor do local. Há exemplos de cães que também conseguem retornar para casa com base em um conhecimento detalhado da topografia semelhante a um mapa do território da casa em questão. Com isso, é possível visualizar que, mesmo que de forma mais precária que os humanos, os animais conseguem extrapolar seu pensamento e compreender conceitos para além do “aqui e agora”.
Esses protoconceitos são a base na qual a evolução da capacidade semântica humana foi instituída. Humanos conseguem aprender a atribuir nomeação geral a partir de conceitos particulares. É por isso que nos diferenciamos dos animais. Mesmo que compreender o significado de uma palavra não seja a mesma coisa que conhecer seu uso gramatical ou gestação. Nenhum outro animal, além do humano, é capaz de relacionar sinais arbitrários a algum conceito específico. Mas há experimentos que conseguem provar que alguns animais são capazes de fazer cálculos que envolvem inferência transitiva. Mesmo que isso não seja acompanhado de um raciocínio verbal.
Os humanos são capazes de ter consciência dos próprios processos e pensamentos. Há evidências que mostram que alguns tipos de animais tem uma espécie de “metacognição”, que, mesmo sendo mais limitada que a do ser humano, consegue lhe atribuir pensamentos de incertezas, por exemplo. Por mais que existam inúmeras semelhanças, é possível pontuar que somente os humanos são capacitados de proposições genuínas. Mas há argumentações que discutem sobre essa capacidade nos animais. Pode haver pensamentos não humanos que essencialmente é proposicional por natureza, mesmo com a ausência da linguagem.  
Quando falamos sobre o significado pragmático, a comunicação é triádica, envolve um emissor, um receptor e a informação que vai ser transferida. A comunicação entre animais se dá de maneira simples assim, um falante e um ouvinte, e isso pode acontecer por meio de sinais sistematicamente interpretados. Então mesmo na ausência de linguagem, essa comunicação se assemelha à do homem, que é falada. Isso pois o significado pragmático das coisas existe dentro das espécies não humanas.
Mas distintamente dos animais, as expressões linguísticas humanas combinam a fala com conteúdo descritivo. Conversamos sobre situações, fazemos perguntas sobre o mundo, evocamos alguém, emitimos comandos e enfim; isso se dá pela relação convencional que fazemos entre palavras e mundo. Afinal, há uma relação convencional entre as palavras e o mundo.
A maneira mais básica em que as palavras são usadas para se referir às coisas é pela referência dêitica. “Deixis” significa apontar. Cada idioma tem um pequeno conjunto de palavras indicadoras, com pouco ou nenhum conteúdo descritivo além do que pode ser encontrado na situação imediata de enunciação. Por exemplo, palavras como “isto” ou “aquilo” pode ser substituído pelo gesto de apontar, e ainda por vezes os humanos apontam para algum objeto apenas para chamar atenção. O gesto de apontar não é comum nos animais. Tirando em experimentos controláveis, dentro de cativeiros onde foi ensinado e aprendido, não há nenhum registro que os animais apontem para um objeto querendo chamar a atenção de um terceiro elemento.  
Os gestos dêiticos são ocasionalmente combinados com sinais convencionalmente descritivos. Os ouvintes podem compreender pragmaticamente o significando apenas com base no contexto. E as faculdades mentais que envolvem essa atividade envolve a leitura e manipulação mental, coisas observadas em animais também.
Mas essa evolução que há no campo da linguística humana não abrange os animais. Há uma proposta de argumentação que sugere a “intencionalidade compartilhada”. Essa tese argumenta que somente os humanos estão dispostos a contribuir para que um outro semelhante alcance algum objetivo que não seja o seu próprio.

## Aquisição da linguagem

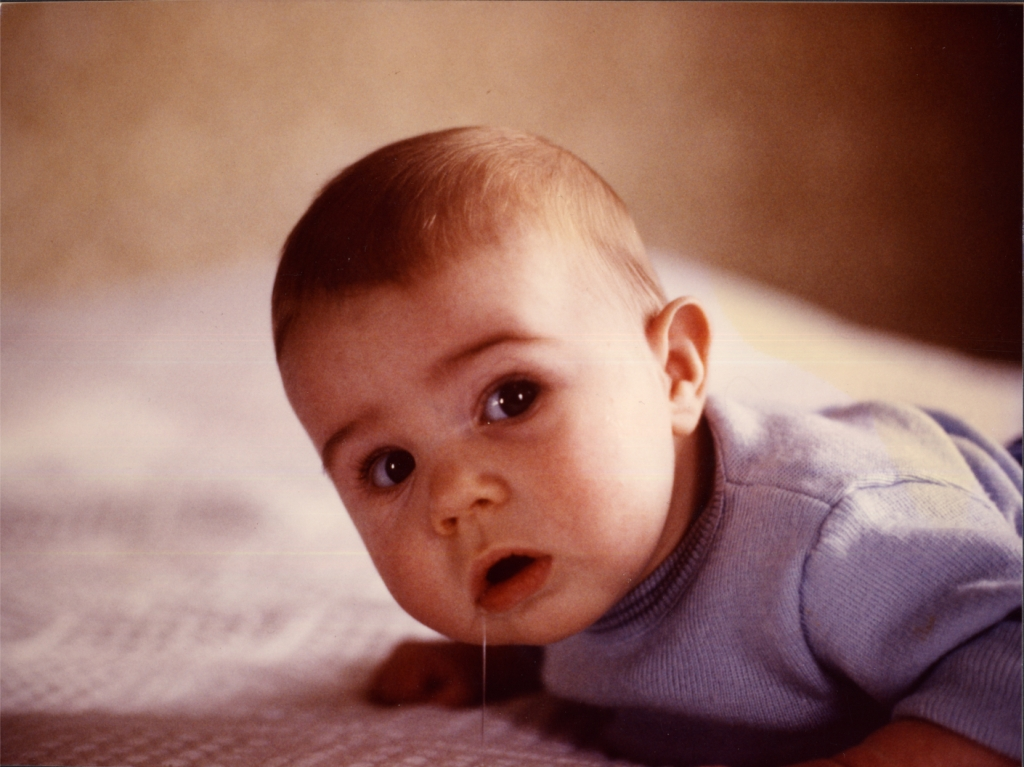
Desde o nascimento, os recém-nascidos respondem mais prontamente à fala humana do que para outros sons.

Todo ser humano saudável já nasce programado para falar, com uma propensão inata para a linguagem. As crianças adquirem a língua ou as línguas que são empregadas pelas pessoas que convivem perto delas. Este processo de aprendizagem é algo complexo. Por isso, acredita-se que a aquisição da primeira língua é a maior façanha que podemos realizar durante toda a vida. Ao contrário de muitos outros tipos de aprendizagem, esse tipo de conhecimento não requer ensino direto ou estudo especializado. Em A Descendência do Homem e Seleção em Relação ao Sexo, o naturalista Charles Darwin chamou esse processo de "tendência instintiva para adquirir uma arte".
Desde o nascimento, os recém-nascidos respondem mais prontamente à fala humana do que para outros sons. Com cerca de um mês de idade, os bebês parecem ser capazes de distinguir entre diferentes sons da fala. Já com seis meses de idade, a criança vai começando a balbuciar, produzindo ou os sons da fala ou as formas com as mão das línguas utilizadas em torno deles. Desde muito cedo, qualquer criança sabe e fala muito além das frases que ela escutou dos adultos. Não repete simplesmente o que lhe dizem: com as regras que ela apreendeu das frases ouvidas, forma inúmeras outras, inclusive nunca ouvidas. Ou seja, desde a primeira infância a criança "cria" as suas frases. Essa criatividade é o traço característico da chamada gramática universal, internalizada pelas crianças. Proposta por Noam Chomsky, essa gramática parte do princípio de que há uma gramática, inerente a todos os falantes de qualquer língua, que faria com que ninguém optasse por uma estrutura altamente errada, entre as infinitas combinações possíveis de palavras. As palavras aparecem entre 12 e 18 meses. Uma criança de 18 meses de idade emprega em média cerca de 50 palavras.
As primeiras declarações das crianças são holofrases, ou seja, expressões que utilizam apenas uma palavra para comunicar alguma ideia. Vários meses depois que uma criança começa a produzir palavras, ele ou ela produzirá discursos telegráficos e frases curtas que são menos gramaticalmente complexa do que a fala dos adultos, mas que mostram a estrutura sintática regular. Com dois anos a criança já domina o arcabouço fundamental de sua língua. Com aproximadamente três anos, a capacidade da criança de falar ou de fazer sinais é tão refinada que se assemelha linguagem adulta.

## Linguagem humana
As línguas humanas são geralmente referidos como línguas naturais, tendo a linguística como a ciência responsável por estudá-las. Nas línguas naturais, a progressão comum é que as pessoas primeiro falem, depois inventem um sistema de escrita e, em seguida, gramaticalizem a língua, numa tentativa de entendê-las e explicá-las.

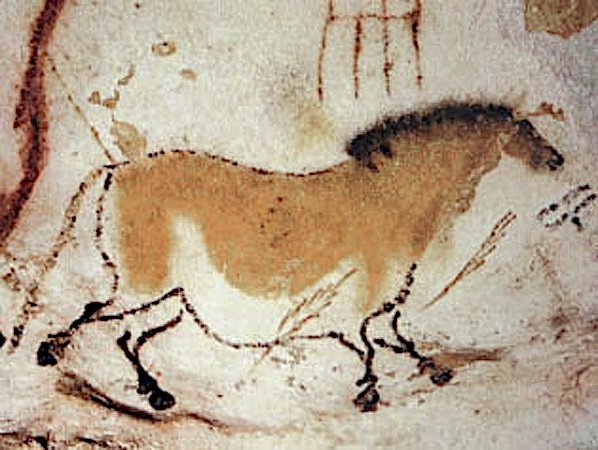
Pintura rupestre nas cavernas de Lascaux, França. A capacidade que os seres humanos têm de transferir conceitos e ideias através da fala e da escrita é incomparável com qualquer outra espécie conhecida.

Línguas vivem, morrem, misturam-se, mudam de lugar para lugar e mudam também com o passar do tempo. Qualquer língua que deixa de mudar ou de se desenvolver é categorizado como uma língua morta. Por outro lado, qualquer língua que está em um estado contínuo de mudança é conhecido como uma língua viva ou linguagem moderna. É por estas razões que o maior desafio para o falante de uma língua estrangeira é permanecer imerso nela, a fim de acompanhar as mudanças que se processam na língua.
Às vezes, a distinção entre um idioma e outro é quase impossível. Por exemplo, há alguns dialetos do alemão que são semelhantes a alguns dialetos holandeses. A transição entre as línguas dentro de uma mesma família linguística é muitas vezes gradual (veja continuum dialetal). Alguns gostam de fazer paralelos com a biologia, na qual não é possível fazer uma distinção bem definida entre uma espécie e outra. Em ambos os casos, a dificuldade final se dá em identificar os troncos a partir da interação entre as linguagens e as populações. (Veja dialeto ou August Schleicher para uma discussão mais longa). Os conceitos de Ausbausprache, Abstandsprache e Dachsprache são usados para fazer distinções mais refinadas sobre os graus de diferença entre línguas e/ou dialetos.
A língua de sinais é uma linguagem que, em vez de padrões sonoros acusticamente transmissíveis, usa-se padrões de sinal visualmente transmissíveis (comunicação manual e/ou linguagem corporal) para transmitir um significado, combinando ao mesmo tempo gestos manuais, orientação e movimentação das mãos, braços ou expressões corporais e faciais para expressar seus pensamentos com fluidez de um orador. Centenas de línguas de sinais estão em uso em todo o mundo e estão no interior das culturas locais de surdos.

## Línguagem artificial

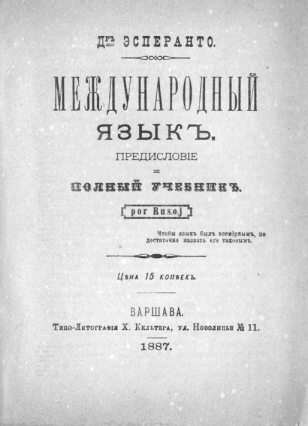
O primeiro livro publicado sobre o esperanto, a língua construída artificialmente mais falada do mundo.

A língua artificial é um tipo de linguagem onde sua fonologia, gramática e/ou vocabulário foram conscientemente concebidos ou modificados por um indivíduo ou grupo, em vez de ter evoluído naturalmente. Existem várias razões possíveis para a construção de uma língua: facilidade humana para a comunicação (veja língua auxiliar), adicionar profundidade a uma obra de ficção ou a lugares imaginários, como experimentação linguística, para a criação artística ou ainda para jogos de linguagem.
A expressão "língua planejada" é por vezes utilizado para significar línguas auxiliares internacionais e outras linguagens projetadas para uso real na comunicação humana. Alguns preferem o termo "artificial" - que pode ter conotações pejorativas em alguns idiomas. Fora da comunidade esperantista, o termo "língua planejada" significa ao planejamento de linguagem designa as prescrições dadas a uma linguagem natural para padronizá-la. Nesse sentido, mesmo as língua naturais podem ser artificiais em alguns aspectos. As gramáticas normativas, que são tão antigas quanto as línguas clássicas - tais como o latim, o sânscrito e o chinês - são baseadas em regras codificadas das línguas naturais. Essas codificações são um meio termo entre a seleção natural da língua e o desenvolvimento da linguagem e a sua construção e prescrição explícita.

O ASCII Table, um esquema para cadeias de caracteres de codificação.

A matemática, a lógica e a ciência da computação usam entidades artificiais chamadas linguagens formais (incluindo a linguagem de programação e a linguagem de marcação. Alguns que são mais de natureza teórica). Muitas vezes, estas linguagens tomam a forma de cadeias de caracteres, produzido por uma combinação de gramática formal e semântica de complexidade arbitrária.
A linguagem de programação é uma linguagem formal dotada de semântica que pode ser utilizada para controlar o comportamento de uma máquina, particularmente um computador, a fim de executar tarefas específicas. As linguagens de programação são definidas usando regras sintáticas e semânticas, determinando a estrutura e o significado, respectivamente. As linguagens de programação são empregadas para facilitar a comunicação sobre a tarefa de organizar e manipular informações e para expressar algoritmos com precisão. Há ainda a linguística computacional, que pode ser entendida como a área de conhecimento que explora as relações entre linguística e informática, tornando possível a construção de sistemas com capacidade de reconhecer e produzir informações apresentadas em linguagem natural.

## Linguagem de animais

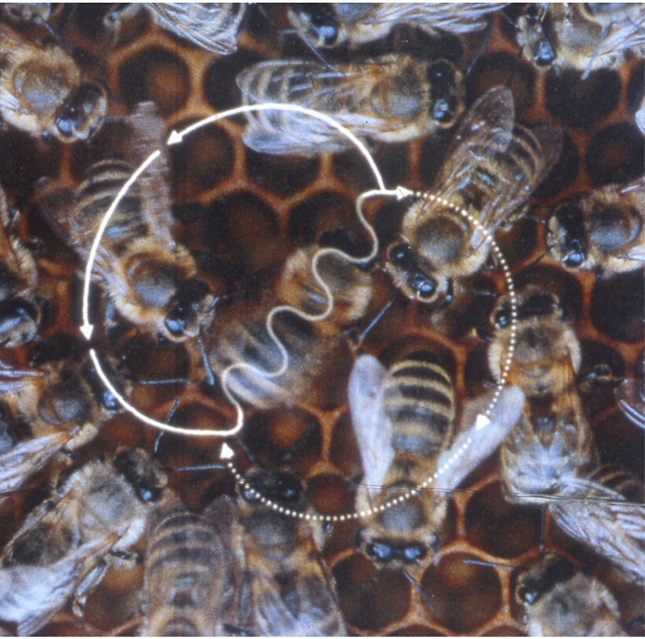
A Dança das abelhas promovido pelas Abelha-europeia, indicando uma fonte de alimento à direita da direção do sol, fora da colmeia. O abdômen do dançarino aparece turvo por causa do rápido movimento lado a lado.

O termo " linguagem animal" é frequentemente utilizado para os sistemas de comunicação não-humanos. Linguistas e semióticos não a consideram como uma linguagem verdadeira, descrevendo-os como sistemas de comunicação animal baseados em sinais não-simbólicos, já que a interação entre animais nesse tipo de comunicação é fundamentalmente diferente dos princípios da linguagem humana. Segundo esta abordagem, uma vez que os animais não nascem com a capacidade de raciocinar em termos de cultura, a comunicação animal se refere a algo qualitativamente diferente do que é encontrado em comunidades humanas. Comunicação, língua e cultura são mais complexas entre os seres humanos; um cão pode comunicar com sucesso um estado emocional agressivo com um rosnado, que pode ou não fazer com que um outro cão se afaste ou recue. Os cachorros também podem marcar seu território com o cheiro de sua urina ou corpo. Da mesma forma, um grito humano de medo pode ou não alertar outros seres humanos do perigo iminente. Nestes exemplos há comunicação, mas não são o que geralmente seria chamado de linguagem.
Em vários casos divulgados, os animais veem sendo ensinados a entender certas características da linguagem humana. Karl von Frisch recebeu o Prêmio Nobel em 1973 por sua pesquisa sobre a comunicação sígnica entre as abelhas. Elas são capazes de, volteando, transmitir vibrações para as outras, dando direção de locais em que há abundância de pólen. Foram ensinados aos chimpanzés, gorilas e orangotangos a língua de sinais baseados na língua de sinais americana, com cartões, cores e gestos, tendo como resultado um número notável de frases. O papagaio-cinzento africano, Alex, possuía a capacidade de imitar a fala humana com um alto grau de precisão. Suspeita-se que ele tinha inteligência suficiente para compreender alguns dos discursos que imitou, além de entender o número zero, um conceito abstrato que as crianças só começam a compreender a partir dos 3 anos. Embora os animais possam ser ensinados a entender partes da linguagem humana, eles são incapazes de desenvolver uma linguagem.
Embora os defensores dos sistemas de comunicação animal venham debatido os níveis de semântica encontrados nesse tipo de linguagem , ainda não foi encontrado nada que possa pelo menos ser aproximado da sintaxe da linguagem humana.

## Diversidade linguística
Vejamos, abaixo, a relação das principais línguas faladas no mundo e o número de falantes nativos:
| Linguagem | Falantes nativos (milhões) |
| --------- | -------------------------- |
| Mandarim  | 848                        |
| Espanhol  | 329                        |
| Inglês    | 328                        |
| Português | 250                        |
| Árabe     | 221                        |
| Hindi     | 182                        |
| Bengali   | 181                        |
| Russo     | 144                        |
| Japonês   | 122                        |
| Javanês   | 84.3                       |

Uma "língua viva" pode ser definida como "aquela que tem pelo menos um falante para quem é sua primeira língua (nativa)". O número exato de línguas vivas conhecidas varia de 6.000 a 7.000, dependendo da precisão da definição de "língua" e, em particular, de como se define a distinção entre uma "língua" e um "dialeto". A partir de 2016, o foram catalogadas cerca de 7.097 línguas humanas vivas.  O Ethnologue estabelece grupos linguísticos com base em estudos de inteligibilidade mútua e, portanto, muitas vezes inclui mais categorias do que classificações mais conservadoras. Por exemplo, a língua dinamarquesa que a maioria dos estudiosos consideram uma única língua com vários dialetos é classificada como duas línguas distintas (dinamarquês e jutish) pelo Ethnologue.
De acordo com o Ethnologue, 389 línguas (cerca de 6%) têm mais de um milhão de falantes. Essas línguas juntas representam 94% da população mundial, enquanto 94% das línguas do mundo representam os 6% restantes da população global.

### Idiomas e dialetos
Não há distinção clara entre uma língua e um dialeto, apesar de um famoso aforismo atribuído ao linguista Max Weinreich de que “ uma língua é um dialeto com exército e marinha ”. Por exemplo, as fronteiras nacionais frequentemente anulam a diferença linguística para determinar se duas variedades linguísticas são línguas ou dialetos. Hakka , cantonês e mandarim são por exemplo, muitas vezes classificados como "dialetos" do chinês, embora sejam mais diferentes entre si do que o sueco é do norueguês. Antes da guerra civil iugoslava, o servo-croata era geralmente considerado uma única língua com duas variantes normativas, mas devido a razões sociopolíticas, o croata e o sérvio agora são frequentemente tratados como idiomas separados e empregam diferentes sistemas de escrita. Em outras palavras, a distinção pode depender tanto de considerações políticas quanto de diferenças culturais, sistemas de escrita distintos ou grau de inteligibilidade mútuas.

### Famílias linguísticas do mundo
As línguas do mundo podem ser agrupadas em famílias linguísticas que consistem em línguas que podem demonstrar ter ancestralidade comum. Os linguistas reconhecem muitas centenas de famílias linguísticas, embora algumas delas possam ser agrupadas em unidades maiores à medida que mais evidências se tornam disponíveis e estudos aprofundados são realizados. Atualmente, existem também dezenas de idiomas isolados: idiomas que não podem ser relacionados a nenhum outro idioma do mundo. Entre eles estão o basco, falado na Europa, o zuni do Novo México, o purépecha do México, o ainu do Japão, o burushaski do Paquistão e muitos outros.
A família linguística do mundo que tem mais falantes são as línguas indo-europeias, faladas por 46% da população mundial.  Esta família inclui os principais idiomas do mundo, como inglês, espanhol, francês, alemão, russo e hindustani (híndi / urdu). A família indo-européia alcançou prevalência primeiro durante o período de migração eurasiana (c. 400-800 dC) e, posteriormente, através da expansão colonial europeia, que trouxe as línguas indo-européias para uma posição política e muitas vezes numericamente dominante nas Américas e grande parte da África. As línguas sino-tibetanas são faladas por 20%  da população mundial e incluem muitas das línguas do leste da Ásia, incluindo hakka, chinês mandarim, cantonês e centenas de línguas menores.
A África abriga um grande número de famílias linguísticas, a maior das quais é a família linguística Níger-Congo, que inclui línguas como Swahili, Shona e Yorubá. Os falantes das línguas Níger-Congo representam 6,9% da população mundial.  Um número semelhante de pessoas fala as línguas afro-asiáticas, que incluem as populosas línguas semíticas, como o árabe, a língua hebraica, e as línguas da região do Saara , como as línguas berberes e hausa.
As línguas austronésias são faladas por 5,5% da população mundial e se estendem de Madagascar ao Sudeste Asiático marítimo até a Oceania.  Inclui línguas como malgaxe, maori ,samoano e muitas das línguas indígenas da Indonésia e de Taiwan. Considera-se que as línguas austronésias se originaram em Taiwan por volta de 3000 aC e se espalharam pela região oceânica por meio de saltos de ilha, com base em uma tecnologia náutica avançada. Outras famílias de línguas populosas são as línguas dravidianas do sul da Ásia (entre eles Kannada, Tamil e Telugu), as línguas turcas da Ásia Central (como o turco), o Austro-asiático (entre eles Khmer ) e as línguas Tai-Kadai do Sudeste Asiático (incluindo o tailandês).
As áreas do mundo em que há maior diversidade linguística, como as Américas, Papua Nova Guiné, África Ocidental e Sul da Ásia, contêm centenas de pequenas famílias linguísticas. Essas áreas juntas representam a maioria das línguas do mundo, embora não a maioria dos falantes. Nas Américas, algumas das maiores famílias linguísticas incluem as famílias Quechumaran, Arawak e Tupi-Guarani da América do Sul, o Uto-Aztecan, Oto-Mangueano e Maia da Mesoamérica, e o Na-Dene, as línguas dos Iroqueses e dos  Algonquiana, famílias linguísticas da América do Norte. Na Austrália, a maioria das línguas indígenas pertence à família Pama-Nyungan , enquanto a Nova Guiné abriga um grande número de pequenas famílias e isolados, bem como várias línguas austronésias.

### Línguas em perigo
A ameaça linguística ocorre quando uma língua corre o risco de cair em desuso à medida que seus falantes morrem ou passam a falar outra língua. A perda de idioma ocorre quando o idioma não tem mais falantes nativos e se torna um idioma morto. Se eventualmente ninguém fala a língua, ela se torna uma língua extinta. Enquanto as línguas sempre foram extintas ao longo da história humana, elas foram desaparecendo em ritmo acelerado nos séculos 20 e 21 devido aos processos de globalização e neocolonialismo, onde as línguas economicamente poderosas dominam outras línguas..
As línguas mais faladas dominam as línguas menos faladas, de modo que as línguas menos faladas eventualmente desaparecem das populações. Das entre 6.000  e 7.000 línguas faladas em 2010, espera-se que entre 50 e 90% delas sejam extintas até o ano de 2100.  As 20 principais línguas, aquelas faladas por mais de 50 milhões de falantes cada, são faladas por 50% da população mundial, enquanto muitas das outras línguas são faladas por pequenas comunidades, a maioria delas com menos de 10.000 falantes.
A Organização das Nações Unidas para a Educação, a Ciência e a Cultura (UNESCO) opera com cinco níveis de ameaça linguística: "seguro", "vulnerável" (não falado por crianças fora de casa), "definitivamente ameaçado" (não falado por crianças), "severamente em perigo" (falado apenas pelas gerações mais velhas) e "criticamente em perigo" (falado por poucos membros da geração mais velha, muitas vezes semi-falantes ). Apesar das alegações de que o mundo seria melhor se a maioria adotasse uma única língua franca comum , como o inglês ou o esperanto , há um consenso de que a perda de idiomas prejudica a diversidade cultural do mundo. É uma crença comum, no Antigo Testamento, que a diversidade linguística causa conflito político,  mas isso é contrariado pelo fato de que muitos dos maiores episódios de violência do mundo ocorreram em situações com baixa diversidade linguística, como a Guerra Civil Iugoslava e Americana, ou o genocídio de Ruanda, enquanto muitas das unidades políticas mais estáveis têm sido altamente multilíngues.
Muitos projetos visam prevenir ou retardar essa perda, revitalizando as línguas ameaçadas e promovendo a educação e a alfabetização em línguas minoritárias. Em todo o mundo, muitos países promulgaram legislação específica para proteger e estabilizar a língua das comunidades de fala indígenas . Uma minoria de linguistas tem argumentado que a perda da língua é um processo natural que não deve ser contrariado, e que documentar línguas ameaçadas para a posteridade é suficiente. A Universidade de Waikato está usando a língua galesa como modelo para seu programa de revitalização da língua maori , pois considera que o galês é o principal exemplo mundial para a sobrevivência das línguas. Em 2019, uma empresa de TV havaiana "Oiwi" visitou um centro de língua galesa em Nant Gwrtheyrn, norte do País de Gales , para ajudar a encontrar maneiras de preservar sua língua.